# Jan Wouter Oostenrijk
Jan Wouter Oostenrijk (Amsterdam, 31 maart 1965) is een Nederlands gitarist. Jan Wouter Oostenrijk studeerde af als jazzgitarist en improviserend musicus aan het Amsterdams Conservatorium waar hij les kreeg van Wim Overgaauw. Jan Wouter Oostenrijk is de broer van zangeres Nienke Oostenrijk en hoboïste Pauline Oostenrijk.
Jan Wouter Oostenrijk richt zich sterk op het verbinden van Arabische en Noord-Afrikaanse muziek met Westerse muziek. Sinds zijn tijd op het conservatorium is hij al bezig met zijn eigen muzikale cross-overs Maghreb Jazz. In 2017 lichtte hij Magreb Jazz toe in het tv-programma Vrije Geluiden. Ook werkte hij in 2001 mee aan het educatieve tv-programma Het Klokhuis, waarin hij de combinatie van jazz en Rai-muziek toelicht.
Daarnaast is Jan Wouter Oostenrijk oprichter van Gitaarschool Nederland en docent aan Gitaarschool Amsterdam.

## Kwarttoon muziek
Voor zijn cross-overs met Oosterse muziek heeft Oostenrijk speciaal een kwarttoon gitaar laten bouwen. Door de extra fretten op de gitaar kan hij ook kwarttonen of microtonen spelen zoals die gebruikt worden in oosterse toonstelsels die vaak gebruikmaken van het kwarttoon systeem (Maqam).

## Nationale en internationale successen
Vanaf de jaren ’90 verwierf Jan Wouter Oostenrijk nationale en internationale bekendheid met onder meer het nummer My friend Samir. Daarmee bereikte hij als eerste Nederlander een nummer 1-notering in de Noord-Afrikaanse Top 40 hitlijst Ethnocloud. In 2010 werd zijn versie van de beroemde jazzklassieker Caravan van Dizzy Gillespie uitgebracht op een EMI/Warner-compilatie tussen grote artiesten zoals George Duke, James Brown en Natacha Atlas. 
In 1996 ontving hij de Gouden Notekraker award voor zijn bijdrage aan de Nederlandse muziek met zijn band Railand. Ook ontving Jan Wouter Oostenrijk een Radioindy Golden Artist Award (GrIndy) voor de beste nieuwe muziek in de USA met het album Maghreb Jazz Guitar (2006). In 2015 bracht hij de cd-single Gnawa in your soul uit met The Voice Arab-finalist Farid Ghannam uit Marokko. Jan Wouter Oostenrijk is in 2017 genomineerd voor beste gitarist in de categorie jazz/fusion/funk/world Benelux door het vakblad Gitarist.
Jan Wouter Oostenrijk trad en treedt op in verschillende samenstellingen met toonaangevende musici zoals Majid Bekkas, Karim Ziad, Benjamin Herman, Hind, Kheiredine M’Kachiche, Eric Vaarzon Morel, Sinas, Mahmoud Guinea, Ahmad el Sawy en anderen. Zo toerde hij de afgelopen jaren met diverse formaties door Noord-Afrikaanse landen als Marokko, Tunesië, Soedan, Algerije en Egypte.

## Prijzen / Onderscheidingen
- 1996 - Gouden Notekraker Award
- 2006 - Radioindy Golden Artist Award (GrIndy)
- 2015 - nominatie beste gitarist 2015 in de categorie jazz/fusion/funk/world Benelux door het vakblad Gitarist.
- 2020 - nominatie beste gitarist 2020 in de categorie jazz/fusion/funk/world Benelux door het vakblad Gitarist.

## Discografie

### CD
- We are connected (2017), label Mountain Records
- Gnawa in your soul (2015), single samen met Farid Ghannam
- New Adventures  - 'Station Zero' (2014), samenwerking
- Sharqi blues (2011) met Karim Ziad (drummer van Joe Zawinul, Cheb Khaled)
- Sinas - Intergalctic Freedom (2010) Coast to Coast
- Pieprz Y Wanilia (2010)  diverse artiesten, o.a. Jan Wouter Oostenrijk met Caravan
- Maghreb jazz guitar (2009)
- Dutch World Music (2007), diverse artiesten, o.a. Jan Wouter Oostenrijk met Barud
- Supperclub presents nomads (2007) diverse artiesten, o.a. Jan Wouter Oostenrijk met Caravan
- Sinas - Globalexplorations (2008) Coast to coast
- Open up your eyes (2000) samen met The Rythms of RAI
- Noujoum Rai - Sec  (1998), Osiris
- Railand - C’est pas ma faute (1996), Absinthe
- Railand discover rhythms of Rai (1996) EMI, samenwerking

- Bibliothèque nationale de France: cb16968712n (data)
- International Standard Name Identifier: 0000 0001 3085 139X
- MusicBrainz: dd0c2282-579f-4928-86f1-f41c7180a22d
- Virtual International Authority File: 292205887